# Вольф, Вильгельм (политик)
Вильгельм Вольф (нем. Wilhelm Wolf; 17 января 1897, Блуденц, Форарльберг — 27 июля 1939, Нижняя Австрия) — австрийский политик, был последним министром иностранных дел Австрии перед её аншлюсом нацистской Германией.

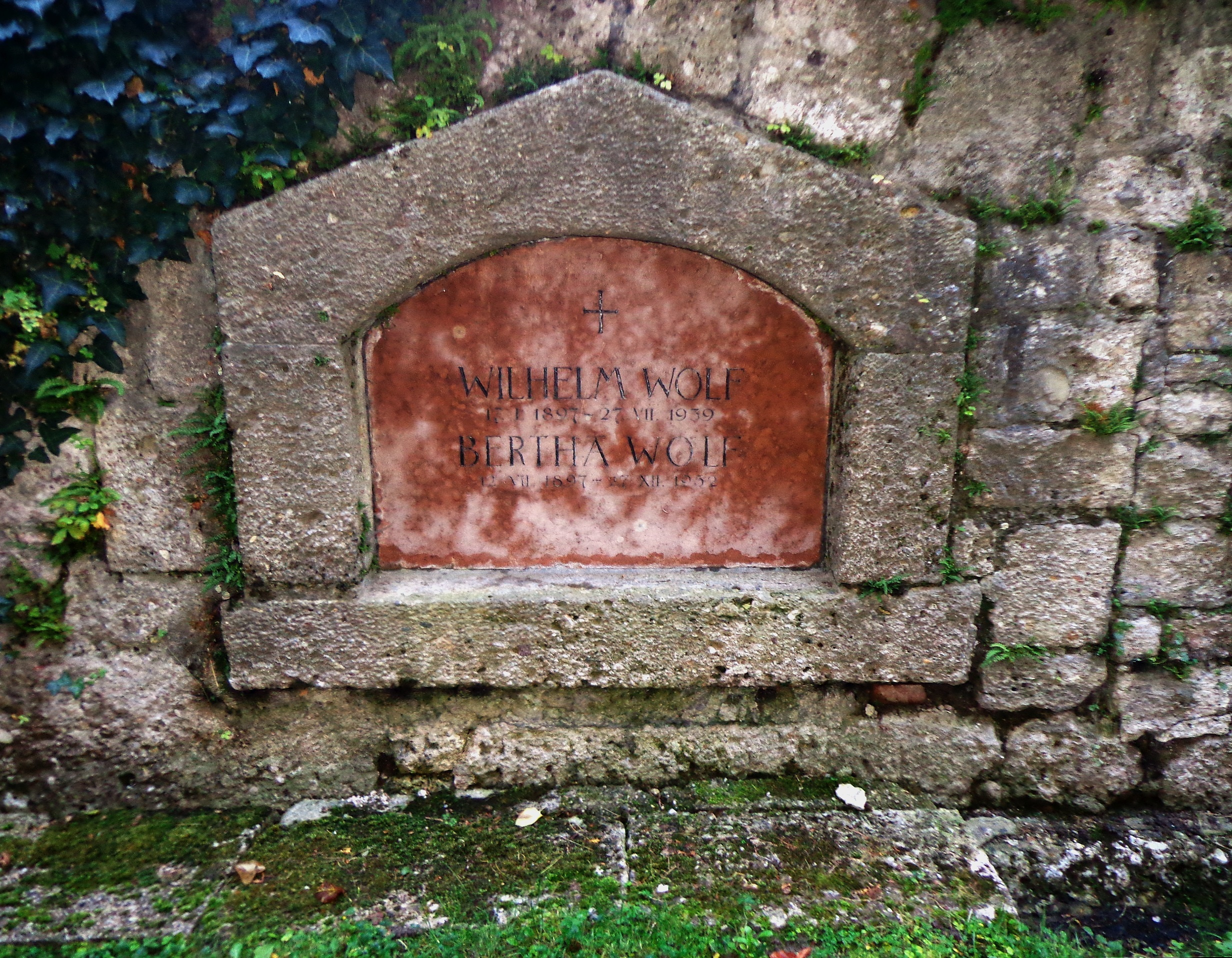

После вынужденной отставки правительства Курта Шушнига 11 марта 1938 Вольф был в тот же день назначен министром иностранных дел в кабинете преемника Артура Зейсс-Инкварта. Занимал должность всего два дня, до 13 марта, года Германия захватила Австрию. Год спустя, в 1939 году погиб в автомобильной катастрофе.